# Liste der Kulturdenkmale in Dettingen an der Iller

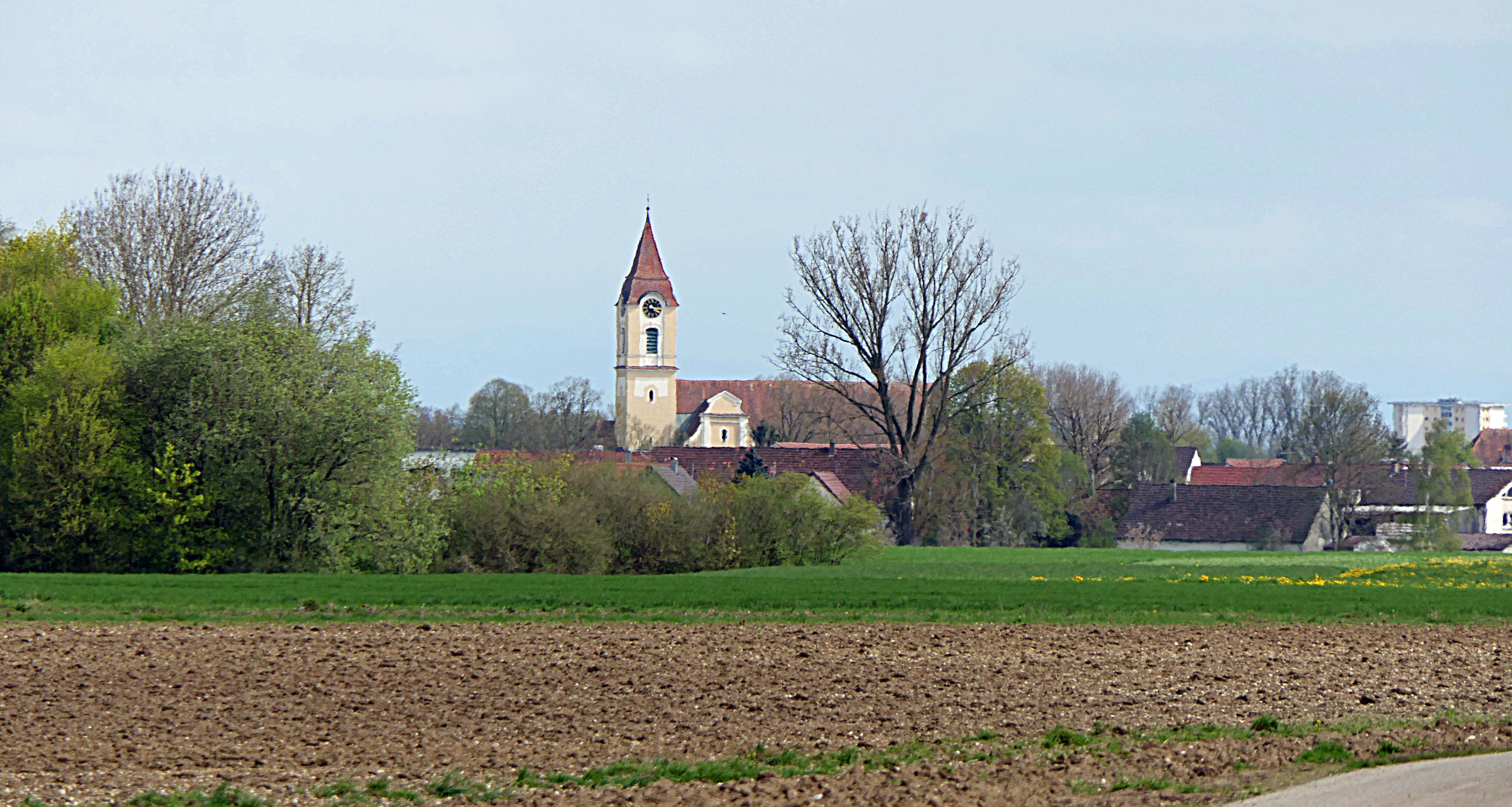
Dettingen an der Iller

In der Liste der Kulturdenkmale in Dettingen an der Iller sind alle Bau- und Kunstdenkmale der Gemeinde Dettingen an der Iller und ihrer Teilorte verzeichnet. Sie leitet sich aus der Liste des Landesdenkmalamtes Baden-Württemberg, dem Verzeichnis der unbeweglichen Bau- und Kunstdenkmale und der zu prüfenden Objekte ab. Diese Liste wurde im Jahre 1978 erstellt. Die Teilliste für den Landkreis Biberach hat den Stand vom 30. März 2009 und verzeichnet sechs unbewegliche Bau- und Kunstdenkmäler.

## Allgemein
- Bild: Zeigt ein ausgewähltes Bild aus Commons, „Weitere Bilder“ verweist auf die Bilder im Medienarchiv Wikimedia Commons.
- Bezeichnung: Nennt den Namen, die Bezeichnung oder die Art des Kulturdenkmals.
- Lage: Straßenname und Hausnummer oder Flurstücknummer des Kulturdenkmals, gegebenenfalls auch den Ortsteil. Die Grundsortierung der Liste erfolgt nach dieser Adresse. Der Link (Karte) führt zu verschiedenen Kartendiensten mit der Position des Kulturdenkmals. Fehlt dieser Link, wurden die Koordinaten noch nicht eingetragen. Sind diese bekannt, können sie über ein Tool mit einer Kartenansicht einfach nachgetragen werden. In dieser Kartenansicht sind Kulturdenkmale ohne Koordinaten mit einem roten bzw. orangen Marker dargestellt und können durch Verschieben auf die richtige Position in der Karte mit Koordinaten versehen werden. Kulturdenkmale ohne Bild sind an einem blauen bzw. roten Marker erkennbar.
- Datierung: Baubeginn, Fertigstellung, Datum der Erstnennung oder grobe zeitliche Einordnung entsprechend des Eintrags in der zuständigen Denkmaldatenbank (Landesamt für Denkmalpflege Baden-Württemberg).
- Beschreibung: Kurzcharakteristik des Kulturdenkmals.

## Liste der Kulturdenkmale
| Bild | Bezeichnung                     | Lage                         | Datierung           | Beschreibung                                              | ID |
| ---- | ------------------------------- | ---------------------------- | ------------------- | --------------------------------------------------------- | -- |
|      | Kirche St. Vitus und St. Agatha | Kellmünzer Straße 1          |                     | Geschützt nach § 28 DSchG                                 |    |
|      | Ehemalige Poststelle            | Kellmünzer Straße 2          | 18./19. Jahrhundert | Zweigeschossiges Satteldachhaus Geschützt nach § 28 DSchG |    |
|      | Pfarrkirche Mariä Himmelfahrt   | Kirchdorfer Straße 2 (Karte) | 1912                | Neubarocke Saalkirche Geschützt nach § 2 DSchG            |    |
|      | Pfarrhaus                       | Kirchdorfer Straße 44        | 1912                | Neubarockes Mansarddachhaus Geschützt nach § 2 DSchG      |    |
|      | Wegekreuz                       | Am Bonlander Weg             | 19. Jahrhundert     | Geschützt nach § 2 DSchG                                  |    |

Teilort Buchau

| Bild | Bezeichnung          | Lage      | Datierung       | Beschreibung                                                    | ID |
| ---- | -------------------- | --------- | --------------- | --------------------------------------------------------------- | -- |
|      | Kapelle St. Bernhard | Buchau 47 | 19. Jahrhundert | Rechteckiges Schiff mit kleinem Vorbau Geschützt nach § 2 DSchG |    |